# Batyma
Batyma là một chi bướm đêm thuộc họ Erebidae.